# 不可分性
不可分性（ふかぶんせい）とは、民法上の概念で、地役権や担保物権などに認められる性質をいう。

## 地役権の不可分性
地役権の不可分性とは、地役権は要役地や承役地が分割されたり共有である場合にも、原則として土地全部に対して効力が及ぶという性質をいう。
- 土地共有者の一人は、その持分についても、地役権を消滅させることができない（民法282条1項）。
- 土地の分割・一部譲渡の場合にも、地役権は原則としてその各部に存在することになる（民法282条2項本文）。
- 地役権の取得時効
  - 土地共有者の一人が地役権を時効取得したときは、他の土地共有者も地役権を時効取得する（民法284条1項）。
  - 地役権の取得時効の中断は地役権を行使する各共有者に対して要件を満たさなければ効力を生じない（民法284条2項）。
  - 地役権を行使する共有者の一人について時効の停止の原因があっても、各共有者の地役権の取得時効は進行する（民法284条3項）。
- 地役権の消滅時効
  - 要役地が数人の共有に属する場合、その一人のために地役権の消滅時効の中断・停止があるときは、その時効の中断・停止は他の共有者に対しても効力を生ずる（民法292条）。

## 担保物権の不可分性
担保物権の不可分性とは、担保物権の通有性の一つで、担保物権は被担保債権の全部につき弁済があるまで目的物の全部に対して効力が及ぶという性質をいう。